# Ebbe Gustaf Bring
Ebbe Gustaf Bring, född den 4 juli 1814 i Askersunds stadsförsamling, död den 13 augusti 1884 i Linköping, var en svensk biskop och teolog. Han var gift med Ulla, född Ehrenborg och far till advokat Ernst Bring samt farfar till konstnären Maj Bring; han var vidare sysslingsson till Ebbe Samuel Bring. 

## Biografi
Bring föddes 1814 i Askersunds stadsförsamling. Han var son till stadsläkaren Sven Håkan Bring och Ulrika Sofia Silfversvärd. Bring blev student vid Uppsala universitet 1829 och vid Lunds universitet 1832, där han 1835 blev filosofie magister. Bring förordnades till docent i dogmatik och moralteologi 1837 och prästvigdes samma år. 1844 utnämndes han till teologie adjunkt och samma år till prost över egna församlingar. 1839–1847 förestod han nästan oavbrutet olika professorsämbeten i den teologiska fakulteten, och 1848 utnämndes han till professor i pastoral teologi samt 1856 tillika till domprost i Lund. 1861 utnämndes han till biskop i Linköping. 1860 blev han teol. dr och 1870 uppfördes han i andra rummet på förslag till ärkebiskop. 
Som fullmäktig för Lunds stift var han under riksdagarna 1853 och 1856 ledamot av prästeståndet, där han 1862/63 och 1865/66 hade plats såsom självskriven ledamot. Under den första av dessa riksdagar var han ledamot av prästeståndets enskilda utskott (pastoralavdelningen), under den andra och tredje av lagutskottet samt under den fjärde av konstitutionsutskottet.
Vid kyrkomötena 1868, 1873 och 1883 var han vice ordförande, men vid kyrkomötet 1878 hade han på grund av sjuklighet undanbett sig alla förtroendeuppdrag. Bring var jämväl ledamot av flera kommittéer: för utarbetande av förslag till nya predikotexter (1850), för omarbetande av kyrkohandboken och katekesen (1852) samt för utarbetande av ny katekes (1869 och 1875). Oscar II:s tre äldsta söner blev av honom beredda till sin första nattvardsgång. Som biskop höll han prästmöten 1862, 1868, 1874 och 1882. 
Bring var en av de förnämsta målsmännen för den så kallade högkyrkliga riktningen i Sverige. Även i politiska frågor höll han sig på den konservativa sidan. Tillsammans med H. M. Melin utgav Bring 1841–1842 "Theologisk quartalskrift" samt, med Anton Niklas Sundberg och Wilhelm Flensburg, 1855–1863 Swensk kyrkotidning. I dessa tidskrifter finns flera bidrag av hans hand. Bland hans övriga skrifter må nämnas Om det kyrkliga pericopsystemet (1851), Högmessopredikningar (1862) och Kyrkotukten enligt svenska kyrkans gällande ordning (1865). (Jämför Gottfrid Billing, "Ebbe Gustaf Bring, några minnesblad" (1886) och Gustaf Auléns, "E.G. Bring såsom teolog" (1915)).
Bring är begravd på Norra griftegården i Linköping.

### Familj
Bring gifte sig 1841 med Maria Ulrika Ehrenborg (1815–1901). Hon var dotter till justitieombudsmannen Casper Ehrenborg och Anna Fredrika Carlqvist. De fick tillsammans barnen juristen Sven Casper Bring (1842–1931), Fredrika Ulrika Elisabeth Bring (född 1845) som var gift med biskopen Gottfrid Billing i Lunds stift, Beata Maria Adelaide Bring (1847–1851), Gustaf Isak Martin Bring (född 1849), advokaten Ernst Bring (1850–1933), Ebba Maria Bring (1853–1861), Märta Amalia Euphrosyne Bring som var gift med domkyrkosysslomannen E. O. Boman och kammarherren Axel Melcher von Arbin, Anna Hedvig Elisabeth Bring (född 1856) och Richard Wilhelm Johannes Bring (1859–1865). Han var farfar till  lundateologen Ragnar Bring (1895–1988).